# Marcy Wheeler

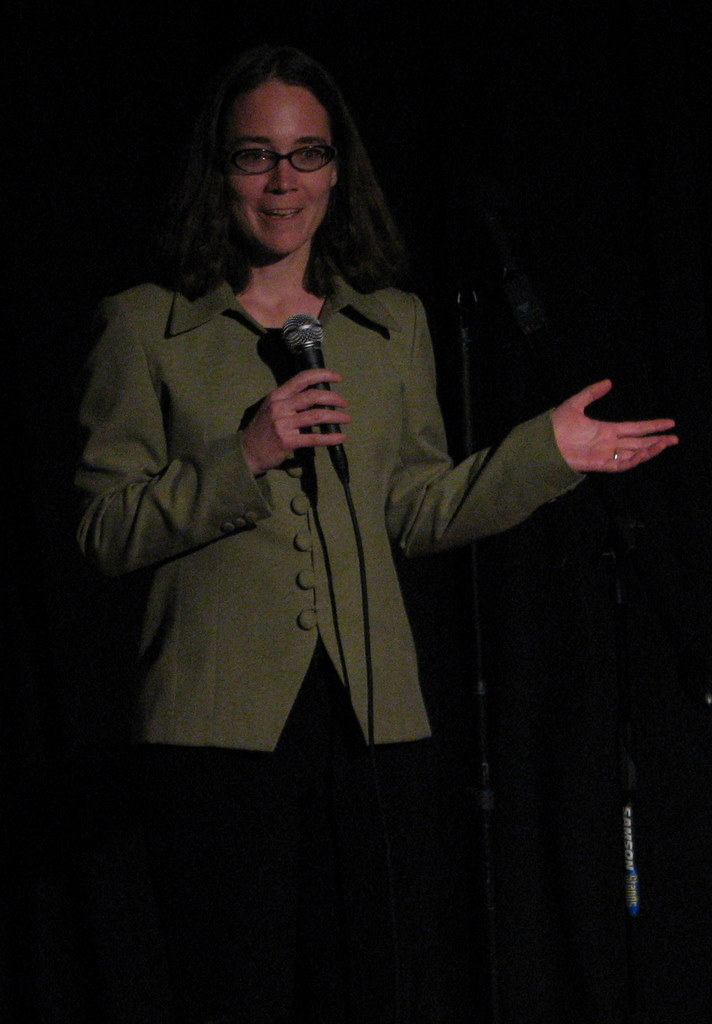
Marcy Wheeler (2007)

Marcy Wheeler ist eine US-amerikanische Journalistin, die über Bürgerrechte und Äußere Sicherheit (englisch: national security) im 21. Jahrhundert schreibt. Seit 2011 bloggt sie unter dem Pseudonym Emptywheel (deutsch: leeres Rad) und veröffentlicht Texte in liberalen und/oder progressiven Medien, etwa dem britischen Guardian, auf FireDogLake oder Salon.com. Im Mai 2009 wurde sie für ihre Tätigkeit mit dem Award der Sidney Hillman Foundation ausgezeichnet. Ihre Berichterstattung über die Plame-Affäre und das Gerichtsverfahren gegen den Regierungsbeamten Lewis Libby und den Kontext dazu bereitete sie als Buch („Anatomy of Deceit“) auf, dieses wurde Referenzwerk zu den Geschehnissen.
Seit 2014 ist Wheeler auch Politischer Analyst für The Intercept.